# Сафонов Євген Миколайович
Євге́н (Євгеній) Микола́йович Сафо́нов (1988—2020) — солдат Збройних сил України, учасник російсько-української війни.

## З життєпису
Народився 1988 року в місті Павлоград (Дніпропетровська область). Здобув середню освіту в павлоградській школі № 8. У 2007 році закінчив Західно-Донбаський професійний ліцей — здобув фах електрогазозварника. Працював на павлоградських підприємствах, в останньому часі — шахта «Тернівська».
З 2014 по 2015 рік — доброволець; воював у складі батальйону «Айдар». З 30 січня 2019 року проходив службу за контрактом — у 93-й бригаді; солдат, номер обслуги протитанкового артилерійського взводу, протитанкова артилерійська батарея протитанкового артилерійського дивізіону. Виконував бойові завдання поблизу Авдіївки, потім — на Луганському напрямку.
21 травня 2020 року загинув уранці поблизу села Кримське (Новоайдарський район) — внаслідок влучання міни 120-мм калібру у військову вантажівку Урал-375. Іще п'ять військовиків зазнали уламкових поранень та контузій.
Похований у Павлограді.
Без Євгена лишились мама, брат, дружина та син Денис 2018 р.н.

## Нагороди та вшанування
- Указом Президента України № 290/2020 від 24 липня 2020 року за «особисту мужність і самовіддані дії, виявлені у захисті державного суверенітету та територіальної цілісності України» нагороджений орденом «За мужність» III ступеня (посмертно)[1]